# Стайченка
Стайченка (біл. вёска Стайченка) — село в складі Березинського району Мінської області, Білорусь. Село підпорядковане Погостівській сільській раді, розташоване в східній частині області.